# Dendrobium affine
Dendrobium affine är en orkidéart som först beskrevs av Joseph Decaisne, och fick sitt nu gällande namn av Ernst Gottlieb von Steudel. Dendrobium affine ingår i släktet Dendrobium, och familjen orkidéer. Inga underarter finns listade i Catalogue of Life.